# Jorge Andrés Martínez
Jorge Andrés Martínez (Montevideo, Uruguay, 5 de abril de 1983) es un exfutbolista uruguayo que jugaba de mediocampista. También es conocido como «Malaka» Martínez.

## Trayectoria
Inició su carrera deportiva en el año 2000 con la camiseta de Montevideo Wanderers, club en el que permaneció cinco años y en el que obtuvo el Campeonato Uruguayo de Segunda División de 2000 y la Liguilla Pre-Libertadores de 2001.
En junio del año 2003, Martínez debutó en la Selección Uruguaya en un amistoso jugado en Seúl contra Corea del Sur.
A partir del año 2006 juega en el Club Nacional de Football, institución con la que ganó el Campeonato Uruguayo de Fútbol 2005-06 y disputó la Copa Libertadores de América y la Copa Sudamericana.
En agosto de 2007 es fichado por el Catania de Italia. Martínez jugó su primer partido contra el Empoli el 26 de septiembre, marcando el gol de la victoria en el minuto 48 del partido en el estadio donde juegan de local, el Stadio Angelo Massimino, con asistencia de su compañero de equipo Giacomo Tedesco.
En 2012, tras una temporada en el Cesena del mismo país, el club dueño de su ficha, Juventus FC, lo cedió a préstamo por una temporada al CFR Cluj de la Liga I rumana.

## Selección nacional
El 27 de julio de 2010 fue reservado para jugar un partido amistoso con la Selección Uruguaya de Fútbol contra  Angola en Lisboa .

## Clubes
| Club      | País    | Año        |
| --------- | ------- | ---------- |
| Wanderers | Uruguay | 2000-2005  |
| Nacional  | Uruguay | 2006-2007  |
| Catania   | Italia  | 2007-2010  |
| Juventus  | Italia  | 2010-2011  |
| Cesena    | Italia  | 2011-2012  |
| Cluj      | Rumania | 2012- 2014 |
| Novara    | Italia  | 2014       |
| Juventud  | Uruguay | 2014-2017  |

## Palmarés
| Título              | Club     | País    | Año     |
| ------------------- | -------- | ------- | ------- |
| Campeonato Uruguayo | Nacional | Uruguay | 2005-06 |